# BCPL
Il BCPL (Basic Combined Programming Language) è un linguaggio di programmazione sviluppato da Martin Richards dell'Università di Cambridge nel 1966.

## Storia
Richards sviluppò il linguaggio  in seguito alle difficoltà che aveva incontrato nell'utilizzo del suo predecessore, il Combined Programming Language. Il primo compilatore del nuovo linguaggio di programmazione venne implementato mentre lo studioso si trovava al MIT, nella primavera del 1967. Il linguaggio venne presentato per la prima volta alla Spring Joint Computer Conference nel al 1969. L'architettura del BCPL influenzò pesantemente il linguaggio B, da cui Dennis Ritchie in seguito sviluppò il C. 
Nel 1979 esistevano implementazioni di BCPL per almeno 25 diverse architetture, venendo progressivamente soppiantato dal linguaggio C.

## Caratteristiche
Le caratteristiche di pulizia, potenza e portabilità rendono semplice la realizzazione di compilatori compatti. Alcuni sistemi operativi vennero scritti, completamente o in parte, utilizzando BCPL (ad esempio il TripOS o l'AmigaOS). La principale caratteristica che rendeva il compilatore particolarmente portabile risiedeva nel fatto che esso era logicamente diviso in due parti: la prima parte (front end) si occupava di analizzare il codice sorgente e di generare un codice intermedio (O-code) per una macchina virtuale, la seconda (back end) traduceva l'O-code nel codice per la CPU bersaglio, su cui il programma doveva girare. In questo modo, quando era necessario scrivere un compilatore per una nuova CPU, era sufficiente riscrivere il backend. Questa tecnica divenne in seguito molto comune (ad esempio in Pascal o Java), ma il BCPL fu il primo linguaggio a specificare una macchina virtuale a questo scopo.
Il linguaggio si caratterizza per avere un unico tipo di dati, il tipo word (un numero fisso di byte, di solito scelto per allinearsi con la parola della macchina). L'interpretazione del dato veniva fatta in base al tipo di operatori utilizzati: ad esempio, utilizzando il segno di addizione +, i dati venivano sommati come se si trattasse di numeri interi, mentre l'operatore ! di dereferenziazione trattava i dati come puntatori. Allo scopo di rendere la cosa possibile, l'implementazione del BCPL non prevedeva il type checking.
La filosofia del BCPL può essere riassunta in queste righe, liberamente tradotte dal libro "BCPL, the language and its compiler":
La filosofia del BCPL non è quella del tiranno che pensa di sapere come vanno fatte le cose e detta ciò che è permesso e ciò che non lo è: piuttosto il BCPL è un servo che offre i suoi servigi al meglio delle sue possibilità, senza lamentarsi, anche quando si trova di fronte ad un'apparente contraddizione. Si assume che il programmatore sappia sempre quello che stia facendo: egli non è costretto a sottostare a rigidi vincoli.

## Esempi
Questi esempi completi e compilabili sono presi dalla distribuzione del BCPL di Martin Richards.
Stampa del fattoriale:
```
GET "libhdr"

LET start() = VALOF
{ FOR i = 1 TO 5 DO writef("fact(%n) = %i4*n", i, fact(i))
  RESULTIS 0
}

AND fact(n) = n=0 -> 1, n*fact(n-1)

```

Soluzioni del rompicapo delle otto regine:
```
GET "libhdr"
 
GLOBAL { count:200; all:201  }
 
LET try(ld, row, rd) BE TEST row=all

                        THEN count := count + 1

                        ELSE { LET poss = all & ~(ld | row | rd)
                               UNTIL poss=0 DO
                               { LET p = poss & -poss
                                 poss := poss - p
                                 try(ld+p « 1, row+p, rd+p » 1)
                               }
                             }

LET start() = VALOF
{ all := 1
  
  FOR i = 1 TO 12 DO
  { count := 0
    try(0, 0, 0)
    writef("Number of solutions to %i2-queens is %i5*n", i, count)
    all := 2*all + 1
  }

  RESULTIS 0
}

```